# Wilhelmina Lust
Wilhelmina Maria « Willy » Lust (mariée Postma, née le 19 juin 1932 à Zaandam) est une athlète néerlandaise, spécialiste du saut en longueur et des épreuves combinées. 
Elle remporte la médaille d'argent du saut en hauteur aux championnats d'Europe 1950, devancée par la Soviétique Valentina Bogdanova.
Elle participe aux Jeux olympiques de 1952 à Helsinki dans 3 épreuves : 5e du saut en longueur et du relais 4 × 100 mètres, elle est éliminée en séries du 80 mètres haies.
Sur le plan national, Willy Lust remporte deux titres de championne des Pays-Bas au pentathlon et a détenu plusieurs records des Pays-Bas.